# Harold Norse

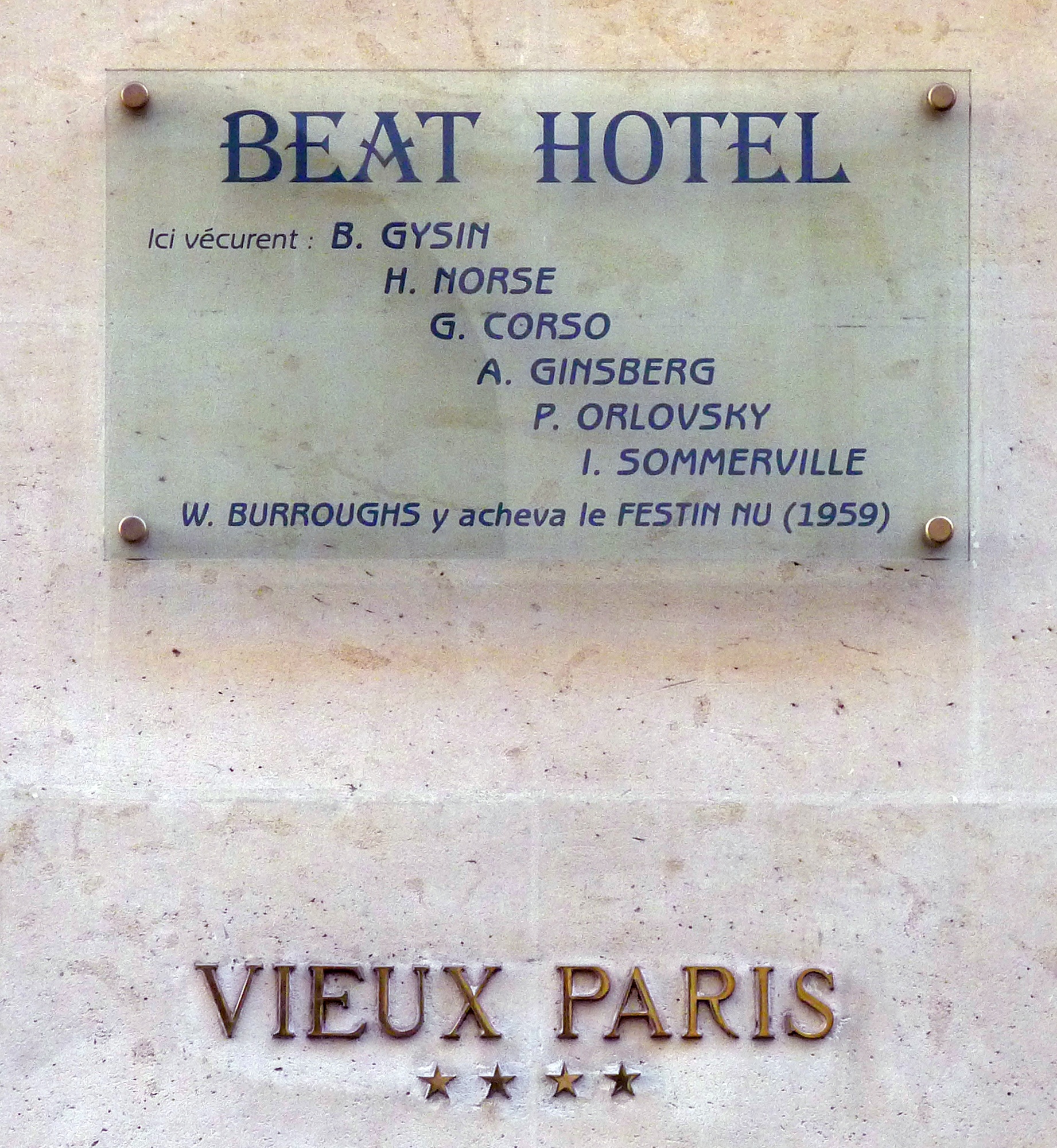
Plaquette aan het Beat Hotel in Parijs

Harold Norse (New York, 6 juli 1916 - San Francisco, 8 juni 2009) was een Amerikaans schrijver en dichter.
Norse werd op zijn 22ste lid van de vriendenkring van W.H. Auden. Later raakte hij bevriend met William Carlos Williams, die Norse de beste dichter van zijn generatie noemde. In 1954-1959 woonde hij in Italië. Hij maakte in 1960 tijdens zijn verblijf in Parijs de experimentele "cut-up"roman met William S. Burroughs, Allen Ginsberg en Gregory Corso. In 1969 keerde hij terug naar de Verenigde Staten. 
In Memoirs of a Bastard Angel beschrijft Norse zijn leven en zijn literaire loopbaan met W.H. Auden, Christopher Isherwood, E.E. Cummings, Tennessee Williams, William Carlos Williams, James Baldwin, Dylan Thomas, William Burroughs, Allen Ginsberg, Lawrence Ferlinghetti, Paul Bowles, Charles Bukowski, Robert Graves en Anaïs Nin.
Met Carnivorous Saint: Gay Poems 1941-1976 werd Norse een leidend dichter van de beweging voor homoseksuele bevrijding. Zijn verzamelde gedichten, In the Hub of the Fiery Force, verschenen in 2003.
Norse kreeg tweemaal een prijs van de National Endowment for the Arts en kreeg ook een prijs van de National Poetry Association

## Werken
- In the Hub of the Fiery Force, Collected Poems of Harold Norse 1934-2003 (New York: Thunder's Mouth Press, 2003), ISBN 1-56025-520-X
- Fly like a bat out of hell : the letters of Harold Norse and Charles Bukowski, Thunder's Mouth Press (2002) ISBN 1-56025-349-5
- The American Idiom: A Correspondence, met William Carlos Williams (San Francisco: Bright Tyger Press, 1990) ISBN 0-944378-79-X
- Memoirs of a Bastard Angel, woord vooraf van James Baldwin (New York: William Morrow and Company, 1989) ISBN 0-688-06704-2
- Carnivorous Saint: Gay Poems 1941-1976 (San Francisco: Gay Sunshine Press, 1977) ISBN 0-917342-55-0
- Beat Hotel German tr. Maro Verlag, Augsburg (1975);
- Hotel Nirvana (San Francisco: City Lights, 1974) ISBN 0-87286-078-7
- Charles Bukowski, Philip Lamantia en Harold Norse, Penguin Modern Poets 13. (Harmondsworth: Penguin, 1969)
- Karma Circuit (London: Nothing Doing in London, 1966)
- The Dancing Beasts (New York:Macmillan, 1962)
- The Roman Sonnets of Giuseppe Gioacchino Belli, Jargon 38 (1960); Londen, Villiers (1974)
- The Undersea Mountain (Denver: Swallow Press, 1953)

## Bloemlezingen
- New Directions 13, uitg. James Laughlin, 1951
- Mentor, New American Library, 1958
- City Lights Journal, uitg. L. Ferlinghetti, #1, 1963
- Best Poems of 1968: Borestone Mountain Poetry Awards, uitg. Hildegarde Flanner, 1969
- City Lights Anthology, uitg. Ferlinghetti, City Lights 1974
- A Geography of Poets, uitg. Edward Field, Bantam 1979
- The Penguin Book of Homosexual Verse, uitg. Stephen Coote, Penguin 1983
- An Ear to the Ground, uitg. Harris & Aguero, University of Chicago Press, 1989
- Big Sky Mind: Buddhism & the Beat Generation, uitg. Carole Tonkinson, Riverhead Books, NY, 1995
- City Lights Pocket Poets Anthology, City Lights, 1995